# Angels Toruń
Angels Toruń (español: Ángeles de Toruń) es un equipo de fútbol americano de Toruń, Cuyavia y Pomerania (Polonia).

## Historia
El club fue fundado en noviembre de 2011, en 2012 fue uno de los equipos fundadores de la segunda división Liga Polaca de Fútbol Americano. El interés con el que el equipo se reunió se ha seleccionado "evento deportivo en 2011 en Toruń", según Gazeta Wyborcza. 5 de mayo de 2012 el equipo ganó el primer partido de la liga, que también fue la inauguración de PLFAII contra Olsztyn Lakers, ganando en el debut de 28:6.
Nombre del equipo proviene de la escudo de Torun, que incluye el Ángel. Toruń es a veces llamada "La Ciudad de los Ángeles". Las cheerleaders de Angels se conoce simplemente como "Angels Ladies". 
El 7 de junio de 2012 Angels organizados, probablemente, el primer partido de fútbol americano nunca en la Plaza del Mercado de la ciudad de centro-viejo contra Bydgoszcz Archers. 15 de febrero de 2013 se registró por primera vez en el deporte polaco Harlem Shake de vídeo.
En el club funciona equipo junior (14-17 años viejos jugadores) llamado Angels junior que competenc en el campeonato júnior polaco (PLFAJ). En 2012 seis jugadores Angels invitado comenzó en equipo junior Warsaw Eagles y lograr la medalla de oro. 2013 Angels tiene equipo junior propia que fueron promovidos a las finales nacionales en Bielawa y terminar en el 8 º lugar en el Campeonato Nacional Juvenil de Polonia.

## Las transferencias internacionales
- Maxwell Germain- 2012 de Universidad de Míchigan
- Malcolm Garrett- 2012 de LA (Londres Area) Panthers (Capital League)
- Mathieu Cadoux- 2012 de Frelons de Morlaix (Division Régionale)
- Mathieu Cadoux- 2013 a Aix-en-Provence Argonautes (Casque d'or- Division 2)
- Łukasz Melerski- 2013 a Saarland Hurricanes (GFL)

## Logros
- "Evento deportivo en 2011 en Torun", según Gazeta Wyborcza
- presidente David Witnik fue nominada "2012 Torun Residente del año"
- Ganador de la Copa de Inowrocław Alcalde
- Toruń Municipal de Deportes y campeón de la Copa de Recreación Center Manager